# Chaos & Colour
Chaos & Colour («Хаос та Колір») — 25-й студійний альбом рок-гурту з Великої Британії Uriah Heep, виданий 27 січня 2023 року на лейблі Silver Lining Music. Перший сингл «Save Me Tonight» вийшов 8 листопада 2022 року, а «Hurricane», побачив світ за два дні до офіційного випуску альбому 25 січня 2023 року.

## Перелік композицій
| #     | Назва                                           | Тривалість |
| ----- | ----------------------------------------------- | ---------- |
| 1.    | «Save Me Tonight»                               | 3:31       |
| 2.    | «Silver Sunlight»                               | 4:32       |
| 3.    | «Hail the Sunrise»                              | 4:24       |
| 4.    | «Age of Changes» ((CD and digital only))        | 5:50       |
| 5.    | «Hurricane»                                     | 4:50       |
| 6.    | «One Nation, One Sun»                           | 7:36       |
| 7.    | «Golden Light»                                  | 5:09       |
| 8.    | «You'll Never Be Alone»                         | 7:58       |
| 9.    | «Fly Like an Eagle»                             | 3:49       |
| 10.   | «Freedom to Be Free»                            | 8:12       |
| 11.   | «Closer to Your Dreams» ((CD and digital only)) | 3:38       |
| 59:29 |                                                 |            |

## Учасники запису

### Uriah Heep
- Мік Бокс — гітара;
- Берні Шоу — вокал;
- Дейві Рімер — бас-гітара;
- Філ Ланзон — клавішні інструменти;
- Рассел Гілбрук — ударні інструменти.

### Виробництво
- Джей Растон — продюсер.

## Чарти
| Чарт (2023)                                        | Найвища позиція |
| -------------------------------------------------- | --------------- |
| Австрія Austrian Albums (Ö3 Austria)               | 10              |
| Бельгія Belgian Albums (Ultratop Flanders)         | 94              |
| Бельгія Belgian Albums (Ultratop Wallonia)         | 78              |
| Фінляндія Finnish Albums (Suomen virallinen lista) | 16              |
| Франція French Albums (SNEP)                       | 190             |
| Німеччина German Albums (Offizielle Top 100)       | 4               |
| Норвегія Norwegian Albums (VG-lista)               | 40              |
| Шотландія Scottish Albums (OCC)                    | 4               |
| Іспанія Spanish Albums (PROMUSICAE)                | 98              |
| Швеція Swedish Albums (Sverigetopplistan)          | 60              |
| Швейцарія Swiss Albums (Schweizer Hitparade)       | 5               |
| Велика Британія UK Albums (OCC)                    | 73              |
| Велика Британія UK Independent Albums (OCC)        | 1               |
| Велика Британія UK Rock & Metal Albums (OCC)       | 1               |